# Raúl Bolaños Cacho Cué
Raúl Bolaños Cacho Cué (Oaxaca de Juárez, Oaxaca; 2 de junio de 1988) es un político mexicano, miembro del Partido Verde Ecologista de México. Senador por el estado de Oaxaca en el periodo 2018 a 2024.

## Biografía
Raúl Bolaños Cacho Cué pertenece a una destacada familia política oaxaqueña, en la que sus ascendientes ocuparon numerosos cargos políticos. Es hijo de Raúl Bolaños Cacho Guzmán, quien entre otros cargos fue presidente del Tribunal Superior de Justicia del Estado, y nieto de Raúl Bolaños-Cacho Güendulain, que fue diputado federal y senador. Todos descienden de Miguel Bolaños Cacho, gobernador de Oaxaca en 1902 y entre 1912 y 1914, y una de cuyas hermanas, Sabina Bolaños Cacho, fue la madre de Gustavo Díaz Ordaz, presidente de México de 1964 a 1970.
Es licenciado en Derecho por la Universidad Iberoamericana, institución en la que se ha desempeñado como docente, igual que en la Escuela Libre de Derecho; tiene además estudios de la escuela de verano en Políticas Públicas en la Escuela de Gobierno John F. Kennedy de la Universidad de Harvard y en Financiamiento de Vivienda por la Escuela de negocios Wharton de la Universidad de Pensilvania.
Toda su carrera política se ha realizado junto a Alejandro Murat Hinojosa, siendo su jefe de oficina y secretario particular cuando este se desempeña como director general del Instituto del Fondo Nacional de la Vivienda para los Trabajadores (INFONAVIT) de 2013 a 2015, y tras la renuncia al cargo para ser candidato a gobernador de Oaxaca, Bolaños Cacho lo sigue a la campaña con los mismos cargos, y tras ser electo en el proceso electoral de 2016, encabezó la coordinación de Transición entre el gobierno electo y el saliente.
El 1 de diciembre de 2016 Alejandro Murat asumió la gubernatura de Oaxaca y nombró a partir de ese día a Raúl Bolaños Cacho Cué como secretario de Desarrollo Social y Humano de su gobierno. Permaneció en el cargo hasta 2018 en que renunció al mismo para ser candidato a Senador por la coalición Todos por México, no alcanzando la victoria, pero que al quedar en segundo lugar le permitió ser electo por el principio de primera minoría.
En el Senado de la República es secretario de la comisión de Energía, e integrante de la de Puntos Constitucional, de la especial para dar seguimiento a los hechos ocurridos el 24 de diciembre de 2018 en el estado de Puebla, y de la Bicamaral de Concordia y Pacificación del Congreso de la Unión. En adición es coordinador de los Senadores del Partido Verde Ecologista de México.